# Důl Barbora (Karviná)

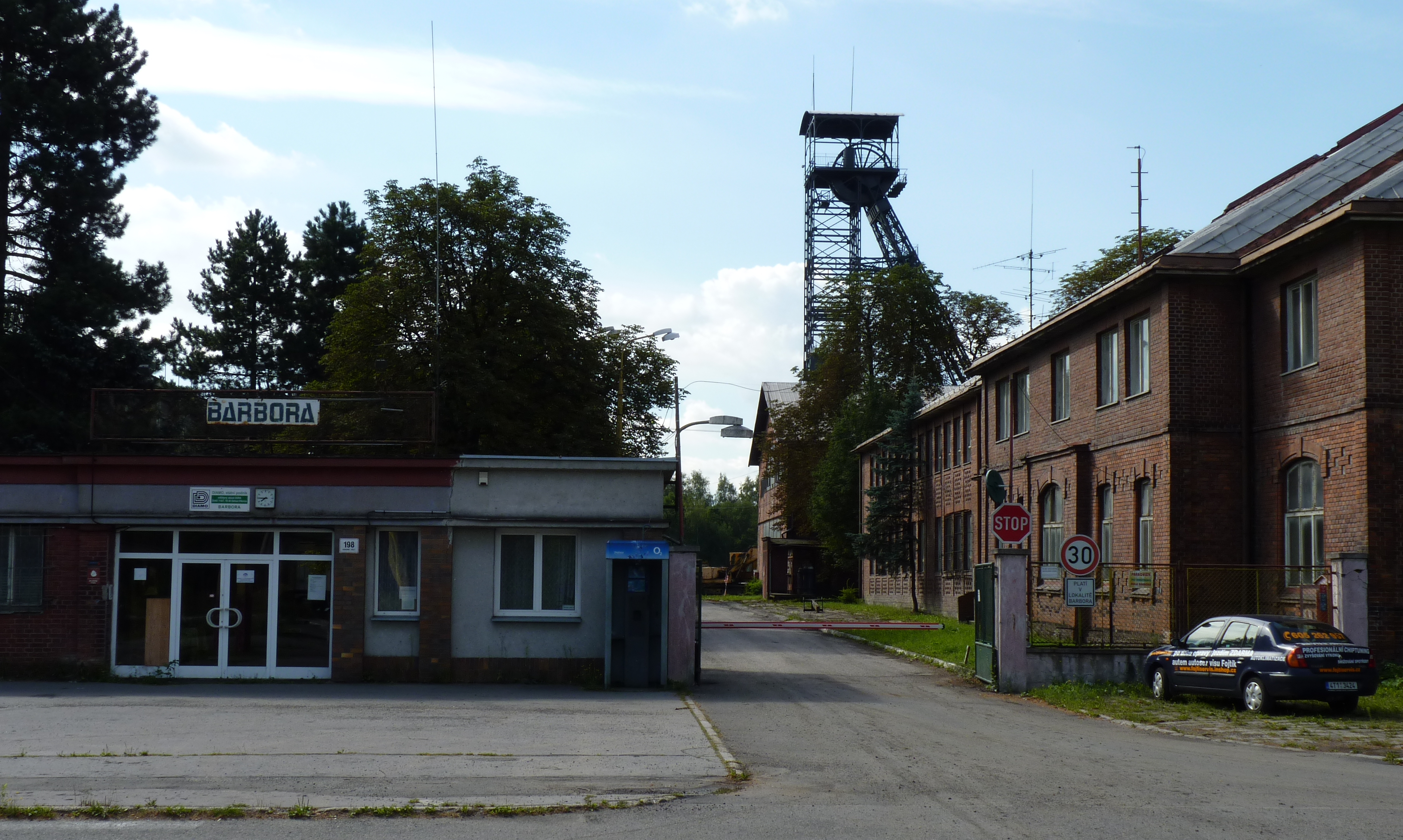
Areál bývalého dolu Barbora v roce 2012

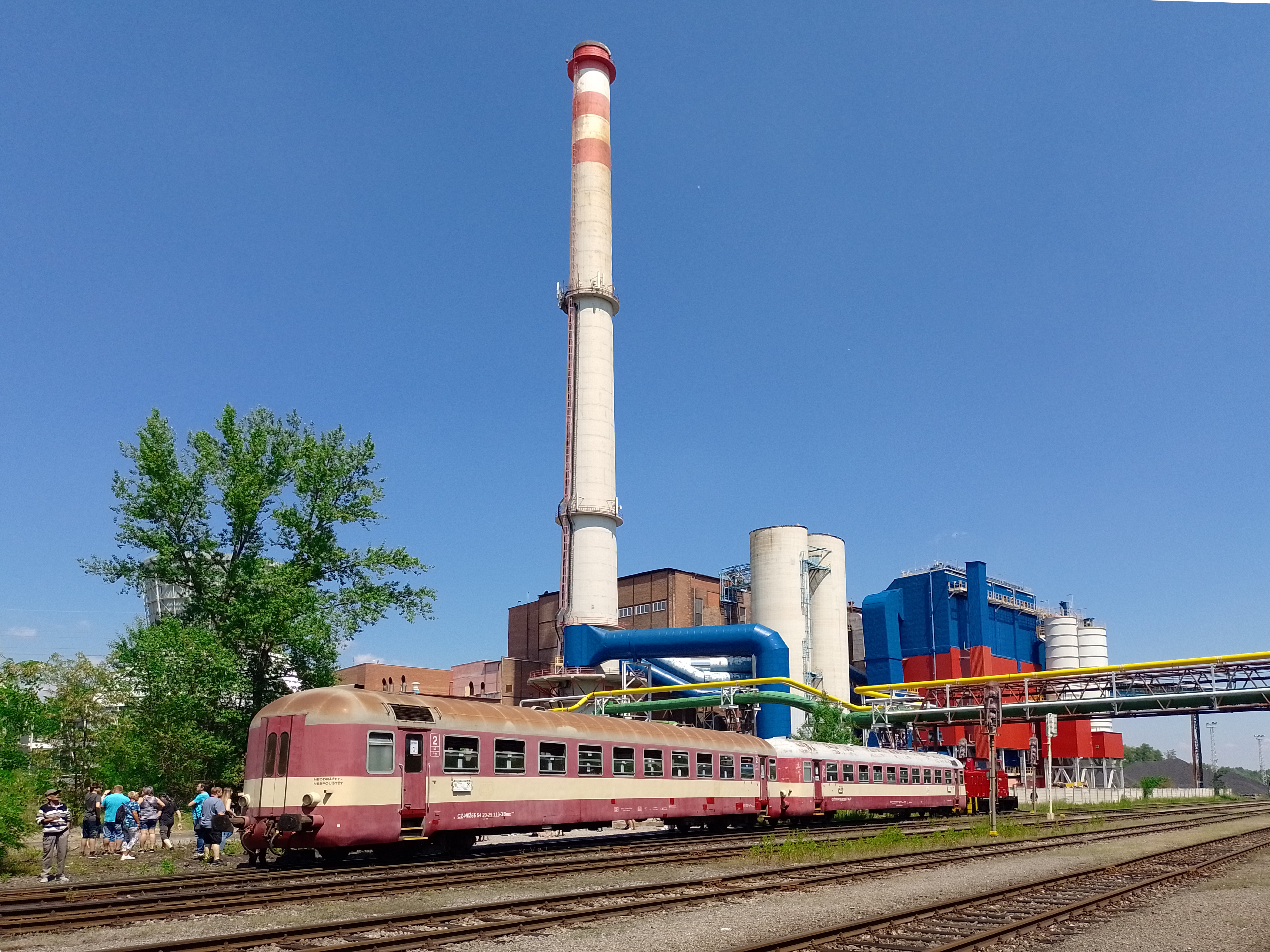
Teplárna Karviná v areálu bývalého dolu Barbora a výletní vlak Slezského železničního spolku se zastávkou Důl Barbora

Důl Barbora je dnes již zaniklý černouhelný důl na okraji Karviné (směr Horní Suchá).

## Historie dolu
V lokalitě budoucího dolu byly provedeny první vrty v roce 1898 z iniciativy arcivévodské rodiny. Při hloubění dolu asistovali italští odborníci, ovšem v důsledku množství vody, která do vrtů pronikala, byly práce zastaveny.
K opětovnému hloubení dolu došlo až o dekádu později pod vedením Báňské a hutní společnosti. Hloubění bylo dokončeno v roce 1910, důlní míry byly propůjčeny 14. května 1912. Důl se v této době jmenoval Austria. V době první světové války se v dole těžilo velké množství uhlí, například v roce 1916 činila těžba 276.600 tun. Po skončení války došlo k dvěma přejmenováním dolu. Nejprve byl důl přejmenován na důl Józef Piłsudski podle obnovitele polského státu. Poté, co západní část Těšínska připadla ČSR byl v roce 1920 přejmenován na důl Barbora. V meziválečném období také docházelo k rozvoji vybavení a modernizaci dolu - zrušení koňské přepravy (1918), instalace zařízení na plavenou základku (1929).
V období druhé světové války byli na dole nasazeni sovětští zajatci a zároveň docházelo k masivními nárůstu těžby (v letech 1943 a 1944 se těžba pohybovala okolo 1 mil. tun ročně), které ovšem nehledělo na efektivitu a budoucnost dolu.
Po skončení druhé světové války došlo k přestavbě a modernizaci dolu - důl Barbora byl jedním z nejvíce mechanizovaných dolů v ostravsko-karvinské oblasti. 18. prosince 1951 došlo v dole k tragédii, při likvidaci požáru zemřelo 14 záchranářů. Dne 31. prosince 1951 byl důl spojen s dolem Hohenegger. Spojené doly nesly jméno již dříve přejmenovaného dolu Hohenegger - důl 1. máj. Jelikož však byla lokalita dolu Barbora lépe mechanizována, docházelo k postupnému převodu všech činností na tento důl. Zde bylo také vedení dolu. Z tohoto důvodu je mezi mnohými lidmi lokalita stejně dobře známa jako důl 1. máj. 1. dubna 1958 byl k dolu 1. máj přičleněn i důl Gabriela.

### Důlní nehody v roce 1981 a 1990
Dne 3. května 1981 došlo k úmrtí záchranářů likvidujících požár ve 40. sloji - zahynulo 7 lidí, včetně ředitele dolu Ing. Rudolfa Stani. Ve stejné sloji vybuchl metan i 18. října 1990. Toto neštěstí nepřežilo 30 horníků, dalších 9 lidí bylo těžce zraněno. V důsledku výbuchu ovšem bylo nutné těžbu v lokalitě dolu Barbora zastavit (nebylo možné těžit v části důlního pole).
Poslední vozík uhlí byl vytěžen 16. prosince 2002. V současné době jsou zachovány obě dvě těžní věže dolu a jámy byly likvidovány zásypem. V oblasti bývalého dolu vzniká soukromý zábavní a naučný rodinný park.
| rok  | roční těžba v tunách |
| ---- | -------------------- |
| 1911 | 80.600               |
| 1916 | 276.600              |
| 1924 | 421.200              |
| 1943 | 1.038.000            |
| 1944 | 992.000              |